# Národní archeologické muzeum (Athény)
Národní archeologické muzeum (řecky: Εθνικό Αρχαιολογικό Μουσείο, Ethnikó Archaiologikó Mouseío) v řeckém hlavním městě Athénách uchovává nejbohatší sbírku artefaktů ze starého Řecka na světě. Nachází se ve čtvrti Exarcheia v centru Atén. Má k dispozici 8000 metrů čtverečních výstavních prostor. Schraňuje 11 tisíc antických památek. K nejslavnějším exponátům patří mechanismus z Antikythéry, Agamemnonova maska, nebo sochy Poseidon z Artemísia a Athena Parthenos. Zastoupena jsou díla Myrónova, Skopásova, Damofónova ad.
První národní archeologické muzeum v Řecku založil guvernér Joannis Kapodistrias v Aigině v roce 1829. Následně se tato archeologická sbírka různě stěhovala, až byla roku 1858 vyhlášena mezinárodní architektonická soutěž na nové muzeum. Stavba budovy začala v roce 1866 a byla dokončena v roce 1889. Zaplatily jí řecká vláda, Řecká archeologická společnost, společnost Mycenae a řada soukromých dárců, mezi nimiž vynikla Eleni Tositsa, která darovala pozemek, a Demetrios a Nikolaos Vernardakisovi z Petrohradu, kteří darovali velkou částku. Původní plán navrhl architekt Ludwig Lange a později jej upravil zejména Panagis Kalkos. Stavba je v neoklasicistním slohu. Původní název byl Ústřední muzeum. Současný název muzeum získalo v roce 1881. V roce 1887 se kurátorem muzea stal významný archeolog Valerios Stais. Na počátku 20. století bylo postaveno nové východní křídlo podle plánů Anastasia Metaxase a v letech 1932–1939 byla dostavěna nová dvoupatrová budova podle návrhu Giorgiose Nomikose. Během druhé světové války bylo muzeum uzavřeno a starožitnosti byly zapečetěny ve speciálních ochranných schránkách a zakopány, aby se zabránilo jejich zničení a drancování. V roce 1945 byly exponáty opět vystaveny. V jižním křídle muzea sídlí Epigrafické muzeum s nejbohatší sbírkou starověkých nápisů na světě. Epigrafické muzeum se v letech 1953 až 1960 rozšířilo, autorem architektonického návrhu byl Patroklos Karantinos. Muzeum čeká další rozšíření, jehož se ujal nositel Pritzkerovy ceny David Chipperfield. Nové prostory vzniknou v podzemí pod parkem před hlavní budovou.